# Équipe du pays de Galles de rugby à XV à la Coupe du monde 2007
L'équipe du pays de Galles a terminé troisième de sa poule de qualification de la Coupe du monde de rugby 2007, devancée et battue par les équipes d'Australie et des Fidji, par suite elle n’a pas participé aux quarts de finale.
Les joueurs suivants ont joué pendant cette coupe du monde 2007.

## Les matchs

### Pays de Galles - Canada

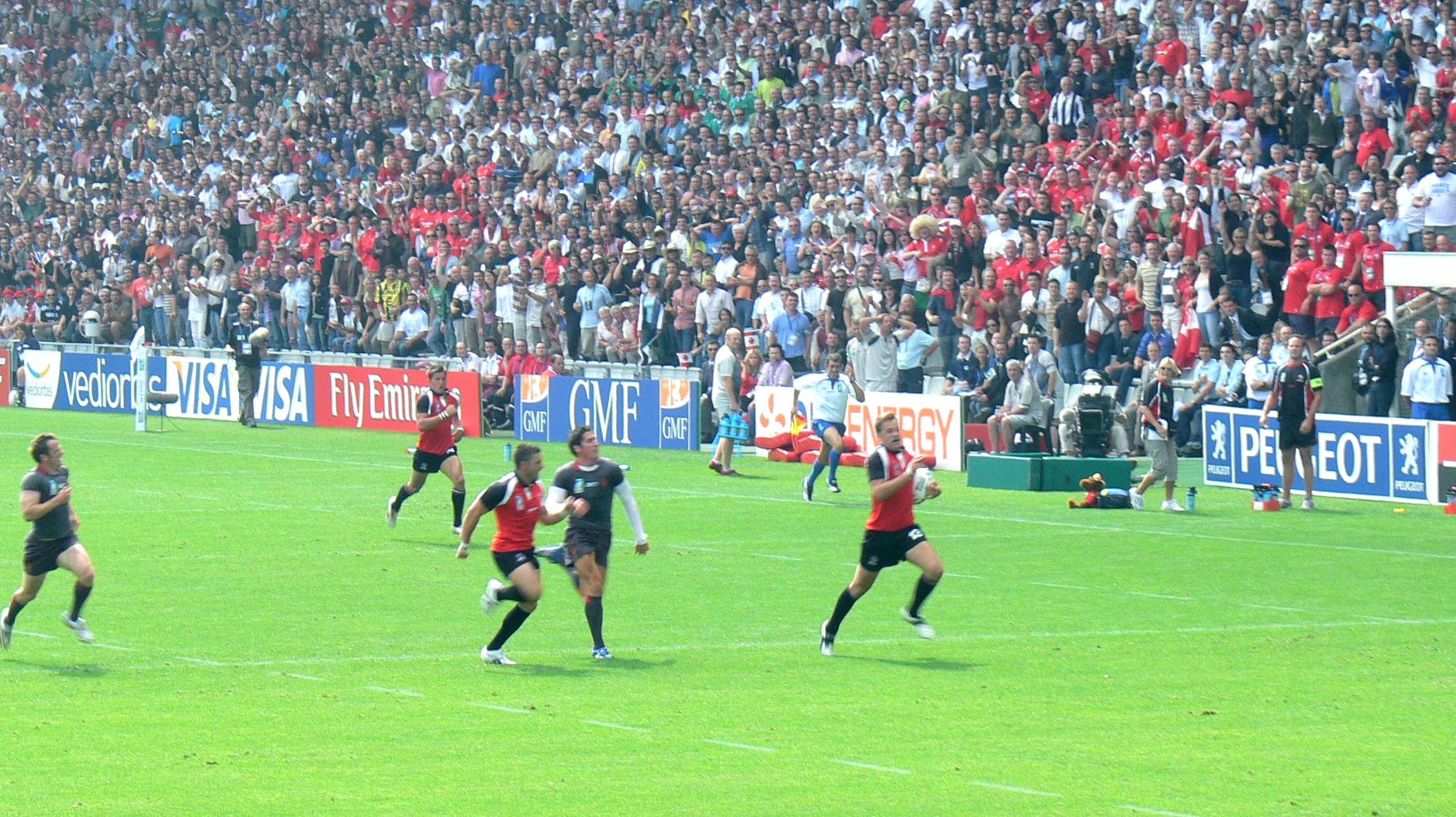

Date : 9 septembre 2007

Composition des équipes

Stade : Stade de la Beaujoire, Nantes  ( France)
Arbitre : Alain Rolland 
Composition des équipes :
Pays de Galles

Titulaires : Kevin Morgan, Mark Jones, Tom Shanklin, Sonny Parker, Shane Williams, James Hook, Dwayne Peel (cap.), Alix Popham, Martyn Williams, Jonathan Thomas, Alun Wyn Jones, Ian Gough, Adam Jones, Matthew Rees, Gethin Jenkins

Remplaçants : T Rhys Thomas, Duncan Jones, Michael Owen, Colin Charvis, Michael Phillips, Stephen Jones, Gareth Thomas
Canada

Titulaires : Mike Pyke, DTH van der Merwe, Craig Culpan, David Spicer, James Pritchard, Ander Monro, Morgan Williams (cap.), Sean-Michael Stephen, David Biddle, Jamie Cudmore, Mike James, Luke Tait, Jon Thiel, Pat Riordan, Rod Snow

Remplaçants : Aaron Carpenter, Dan Pletch, Mike Pletch, Michael Burak, Colin Yukes, Ed Fairhurst, Ryan Smith
Points marqués :
Pays de Galles : 5 essais de Parker (51e), Wy-Jones (58e), Williams (61e, 63e), Charvis (68e), 4 transformations de Jones (52e, 59e, 64e, 69e), 3 pénalités de Hook (10e, 15e, 21e)

### Pays de Galles - Australie
Date : 15 septembre 2007

Composition des équipes

Stade : Millennium Stadium, Cardiff  ( Pays de Galles)
Arbitre : Steve Walsh
Composition des équipes :
Pays de Galles

Titulaires : 15 Gareth Thomas (cap.), 14 Mark Jones, 13 Tom Shanklin, 12 Sonny Parker, 11 Shane Williams, 10 Stephen Jones, 9 Dwayne Peel, 8 Jonathan Thomas, 7 Martyn Williams, 6 Colin Charvis, 5 Alun Wyn Jones, 4 Ian Gough, 3 Adam Jones, 2 Matthew Rees, 1 Gethin Jenkins

Remplaçants : 16 T Rhys Thomas, 17 Duncan Jones, 18 Michael Owen, 19 Alix Popham, 20 Michael Phillips, 21 James Hook, 22 Kevin Morgan
Australie

Titulaires : 15 Chris Latham, 14 Drew Mitchell, 13 Stirling Mortlock (c), 12 Matt Giteau, 11 Lote Tuqiri, 10 Stephen Larkham, 9 George Gregan, 8 Wycliff Palu, 7 George Smith, 6 Rocky Elsom, 5 Dan Vickerman, 4 Nathan Sharpe, 3 Guy Shepherdson, 2 Stephen Moore, 1 Matt Dunning

Remplaçants : 16 Adam Freier, 17 Al Baxter, 18 Mark Chisholm, 19 Stephen Hoiles, 20 Phil Waugh, 21 Scott Staniforth, 22 Julian Huxley
Points marqués :
Pays de Galles : 2 essais de Thomas (44e), Williams (75e), 2 transformations de Hook (44e, 75e), 2 pénalités de Jones (6e) et Hook (53e)
Sans forcer leur talent, les Australiens mettent les Gallois à distance dès la première mi-temps (25-3, 40e). Malgré une bonne réaction, l'équipe galloise, courageuse mais limitée techniquement et physiquement, se heurte au mur défensif australien et aux coups de patte de Stirling Mortlock.

### Pays de Galles - Japon

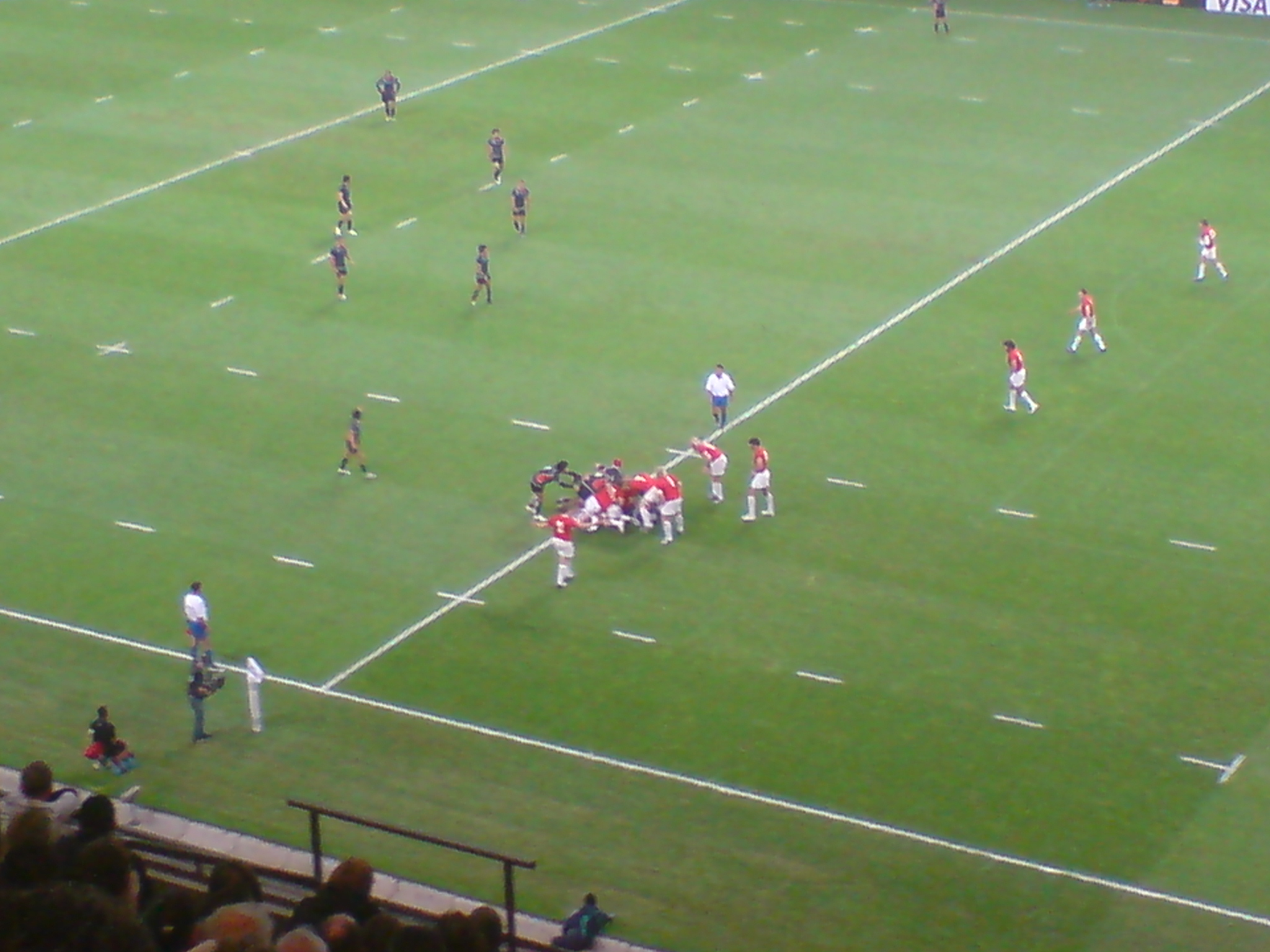

Date : 20 septembre 2007

Composition des équipes

Stade : Millennium Stadium, Cardiff  ( Pays de Galles)
Arbitre : Joël Jutge 
Homme du match : Michael Phillips 
Rapport officiel Statistiques
Composition des équipes :
Pays de Galles

Titulaires : 15 Kevin Morgan, 14 Dafydd James, 13 Jamie Robinson, 12 James Hook, 11 Shane Williams, 10 Stephen Jones (cap.), 9 Michael Phillips, 8 Alix Popham, 7 Colin Charvis, 6 Jonathan Thomas, 5 Alun Wyn Jones, 4 Will James, 3 Chris Horsman, 2 T Rhys Thomas, 1 Duncan Jones

Remplaçants : 16 Huw Bennett, 17 Gethin Jenkins, 18 Ian Evans, 19 Martyn Williams, 20 Gareth Cooper, 21 Ceri Sweeney, 22 Tom Shanklin
Japon

Titulaires : 1 Tatsukichi Nishiura, 2 Yuji Matsubara, 3 Tomokazu Soma, 4 Hitoshi Ono, 5 Luke Thompson, 6 Hare Makiri, 7 Philip O'Reilly, 8 Takuro Miuchi (cap.), 9 Tomoki Yoshida, 10 Bryce Robins, 11 Hirotoki Onozawa, 12 Shotaro Onishi, 13 Yuta Imamura, 14 Kosuke Endo, 15 Christian Loamanu

Remplaçants : 16 Taku Inokuchi, 17 Ryo Yamamura, 18 Takanori Kumagae, 19 Yasunori Watanabe, 20 Chulwon Kim, 21 Koji Taira, 22 Tatsuya Kusumi
Points marqués :
Pays de Galles : 11 essais de Alun Wyn Jones (11e), J.Hook (24e), R.Thomas (31e), K.Morgan (40e), M.Philips (42e), Shane Williams (49e, 80e), Daffyd James (53e), G.Cooper (59e), M.Williams (64e, 74e), 7 transformations de S.Jones (12e, 25e, 32e, 43e, 54e) et C.Sweeney (65e, 75e), 1 pénalité par S.Jones (23e)

### Pays de Galles - Fidji
Date : 29 septembre 2007

Composition des équipes

Stade : Stade de la Beaujoire Nantes ( France)
Arbitre : Stuart Dickinson 
Rapport officiel : Statistiques
Composition des équipes :
Pays de Galles

Titulaires : 1 Gethin Jenkins, 2 Matthew Rees, 3 Chris Horsman, 4 Alun Wyn Jones, 5 Ian Evans, 6 Colin Charvis, 7 Martyn Williams, 8 Alix Popham, 9 Dwayne Peel, 10 Stephen Jones, 11 Shane Williams, 12 James Hook, 13 Tom Shanklin, 14 Mark Jones, 15 Gareth Thomas (cap.) 

Remplaçants : 16 T Rhys Thomas, 17 Duncan Jones, 18 Ian Gough, 19 Michael Owen, 20 Michael Phillips, 21 Jamie Robinson, 22 Dafydd James
Fidji

Titulaires : 15 Kameli Ratuvou, 14 Vilimoni Delasau, 13 Seru Rabeni, 12 Seremaia Bai, 11 Isoa Neivua, 10 Nicky Little, 9 Mosese Rauluni (cap.), 8 Sisa Koyamaibole, 7 Akapusi Qera, 6 Semisi Naevo, 5 Ifereimi Rawaqa, 4 Kele Leawere, 3 Jone Railomo, 2 Sunia Koto, 1 Graham Dewes

Remplaçants : 16 Vereniki Sauturaga, 17 Henry Qiodravu, 18 Wame Lewaravu, 19 Aca Ratuva, 20 Jone Daunivucu, 21 Norman Ligairi, 22 Sireli Bobo
Points marqués :
Pays de Galles : 5 essais de Popham (34e), S.Williams (45e), M.Williams (73e), Thomas (48e), M.Jones (51e), 3 transformations de Hook (35e, 46e), S.Jones (52e), 1 pénalité de S.Jones (4e)
Le capitaine gallois Gareth Thomas voit la fête gâchée pour sa 100e sélection. À l'issue du match le plus spectaculaire de la compétition jusqu'alors, les Fidji réalisent le plus grand exploit de leur histoire en dominant le pays de Galles. Menant 22-3 à la 25e minute, les Fidjiens dominateurs et attaquant pratiquement tous leurs ballons, étouffent des Gallois amorphes et atteignent la mi-temps avec 15 points d'avance (25-10). Vexés, et sans doute sermonnés par leur entraîneur dans les vestiaires, les Gallois reviennent avec de toutes autres intentions et profitent de l'exclusion temporaire du troisième ligne Akapusi Qera pour marquer trois essais en sept minutes après la mi-temps, dont un de 70 mètres de Shane Williams, pour passer devant au score (29-25, 51e). Mais pensant sans doute avoir assommé leurs adversaires, ils retombent dans leur léthargie et abandonnent à nouveau le contrôle du match aux Polynésiens qui reprennent rapidement l'avantage grâce à deux pénalités de Nicky Little (31-29, 60e). Le suspense est à son comble dans les vingt dernières minutes. Une interception de 60m de Martyn Williams en plein cœur de la domination fidjienne redonne trois points d'avance aux Rouges (34-31, 73e), mais les Fidjiens déchaînés ne se démoralisent pas et attaquent à tout va. Après un essai refusé à Seremaia Bai poussé en touche pour quelques centimètres par Gareth Thomas, ils finissent par franchir la ligne en force  à trois minutes de la fin (essai du pilier Graham Dewes transformé par Little, 38-34, 77e). Les Gallois tentent en vain un baroud d'honneur et manquent les quarts de finale pour la troisième fois de leur histoire en Coupe du monde, seulement deux ans après avoir réussi le Grand chelem. Les Fidji se qualifient pour la deuxième fois (après 1987), mais voient leur joie assombrie par la grave blessure de leur ouvreur-buteur N. Little, qui se tord le genou dans un regroupement sur l'avant-dernière action du match.

## Le groupe
Le sélectionneur Gareth Jenkins nomme son groupe de trente joueurs retenus le 10 août 2007, il est composé des joueurs suivants :

### Première ligne
- Huw Bennett
- Chris Horsman
- Gethin Jenkins
- Adam Jones
- Duncan Jones
- Matthew Rees
- T. Rhys Thomas

### Deuxième ligne
- Ian Evans
- Ian Gough
- Will James
- Alix Popham
- Jonathan Thomas

### Troisième ligne
- Colin Charvis
- Martyn Williams
- Alun Wyn Jones
- Michael Owen

### Demi de mêlée
- Gareth Cooper
- Dwayne Peel
- Mike Phillips

### Demi d’ouverture
- James Hook
- Stephen Jones
- Tom Shanklin
- Ceri Sweeney

### Trois-quarts centre
- Dafydd James
- Sonny Parker
- Jamie Robinson

### Trois-quarts aile
- Mark Jones
- Shane Williams

### Arrière
- Kevin Morgan
- Gareth Thomas

### Meilleurs marqueurs d'essais
- Martyn Williams : 6 essais

### Meilleur réalisateur
- Stephen Jones : 33 points
- Martyn Williams : 30 points
- James Hook : 25 points